# Kachhla
Kachhla is een nagar panchayat (plaats) in het district Budaun van de Indiase staat Uttar Pradesh. Bij de plaats ligt een belangrijke brug over de Ganges.

## Demografie
Volgens de Indiase volkstelling van 2001 wonen er 7.837 mensen in Kachhla, waarvan 56% mannelijk en 44% vrouwelijk is. De plaats heeft een alfabetiseringsgraad van 30%.